# 이종필 (영화 감독)
이종필(1980년 ~ )은 대한민국의 영화 감독 겸 배우이다. 〈불을 지펴라〉, 〈달세계 여행〉 등의 단편영화를 연출했고, 2013년 이경규가 제작하는 코미디 영화 《전국노래자랑》의 연출을 맡게 됨으로써 장편 상업영화 감독으로 데뷔했다. 《아저씨》, 《푸른소금》 등에 출연한 단역 배우이기도 하다.

## 경력
그는 한국예술종합학교 영화과를 졸업했다. 본래 중앙대학교 사진과를 다녔으나 중퇴하였고, 영화를 하고 싶어 군 복무 중 시험에 합격하여 입학했다. 재학중 단편영화 〈불을 지펴라〉를 연출했다. 미국 록밴드 도어스를 동경하는 북한 소년의 탈북기를 그린 단편으로, 그해 베를린 영화제 제너레이션 부문에 한국 단편으로는 유일하게 경쟁작으로 초청되었다. 대학 졸업 후 〈달세계 여행〉, 〈이제 난 용감해질거야〉 등의 단편을 연출하면서 단역 배우로도 활동했는데, 대표적으로 《아저씨》의 노형사 역이 있다. 강진아 감독의 단편 〈백년해로외전〉에서는 남주인공 혁근 역으로 출연하여 2010년 미쟝센단편영화제 연기부문 심사위원 특별상을 받았다. 〈불을 지펴라〉가 프로듀서의 눈에 들어 코미디언 이경규가 제작하는 영화 《전국노래자랑》의 감독으로 발탁되어 장편 영화에 데뷔하였다.
2015년 차기작 《도리화가》가 개봉하였으나 흥행에 실패하였다. 2020년에 고아성, 이솜, 박혜수 주연의 영화 《삼진그룹 영어토익반》이 개봉하였다. 1990년대를 배경으로 대기업의 폐수 유출 사건을 조사하는 토익반 여자 사원들을 주인공으로 한 영화다. 이종필 감독은 연출직 수락을 두고 고민하던 중 실수로 쏟아버린 쌀알을 주우면서 '포기하거나 남 탓하지 않고 묵묵하게 파이팅하는' 인물들에 감화되었다고 인터뷰에서 밝혔다.

## 연출 작품 목록
- 불을 지펴라(2007) …감독(단편)
- 달세계 여행(2009) …감독, 각본, 촬영(단편)
- 이제 난 용감해질거야(2010) …감독, 주연(단편)
- 앙상블(2012) …감독(단편)
- 전국노래자랑(2013) …감독, 각본
- 도리화가(2015) …감독, 각본
- 삼진그룹 영어토익반(2020) …감독

## 배우 출연 작품 목록
- 적의 사과(2007)
- 모퉁이의 남자(2008)
- 두근두근 시네마떼끄(2008)
- 네 쌍둥이 자살(2008)
- 백년해로외전(2009) …혁근 역
- 이제 난 용감해질거야(2010)
- 아저씨(2010) …노형사 역
- 푸른소금(2011) …용수 역
- 경복(2012)
- 영시(2018) …삼촌 역

## 수상
- 2010년 제9회 미쟝센단편영화제 심사위원 특별상 연기부문 (백년해로외전)
- 2024년 제11회 서울국제영화대상 감독상 (탈주)